# Vittorio Messa
Avv. Vittorio Francesco Maria Messa (Guidonia Montecelio, 21 ottobre 1951) è un politico italiano.
Laureato in Giurisprudenza, svolge l'attività di avvocato.

## La carriera politica
Inizia la sua attività politica nella Giovane Italia, per poi aderire al Movimento Sociale Italiano.
Nel 1985 è eletto consigliere comunale a Guidonia Montecelio, venendo puntualmente riconfermato fino ad oggi.
Nel 1994 è eletto alla Camera dei deputati.
Nel 1996 è rieletto alla Camera dei deputati per Alleanza Nazionale.
Nel 2001 è confermato alla Camera dei deputati. È membro della Commissione parlamentare Bilancio e Programmazione Economica e della Commissione Bicamerale per l'attuazione della riforma amministrativa.